# Lauro de Freitas
Lauro de Freitas é um município da Região Metropolitana de Salvador, no Litoral Norte do estado da Bahia, no Brasil. Segundo o Instituto Brasileiro de Geografia e Estatística, em 2024 sua população era estimada em 217 960 habitantes, espalhados em 57,94 quilômetros quadrados, resultando em uma densidade demográfica de 3 778 habitantes por quilômetro quadrado e uma média de 2,69 moradores por residência. O município é um dos que mais crescem no país e foi considerado o quarto município que mais gerou empregos no ano de 2009, fato que se repetiu ao longo dos anos.

## Topônimo
A freguesia de Santo Amaro de Ipitanga tinha esse nome pois cresceu a partir da igreja matriz de Santo Amaro de Ipitanga. Assim ficou até sua emancipação a partir de Salvador, em 1962, quando o vereador Paulo Moreira de Souza propôs substituir Santo Amaro de Ipitanga por Lauro de Freitas, homenageando o político baiano Lauro Farani Pedreira de Freitas, candidato a governador da Bahia e falecido na campanha de 1950 juntamente com Gercino Coelho (pai do ex-governador Nilo Moraes Coelho), em um acidente aéreo em Bom Jesus da Lapa.
Essa homenagem póstuma foi uma grande motivação, assim como ocorreu em Simões Filho, para que o distrito soteropolitano se transformasse em um município. Atualmente, há um movimento polêmico na cidade para que se retorne ao seu antigo nome, Santo Amaro de Ipitanga. Por causa disso, a prefeitura pretende conscientizar os cidadãos da história da cidade para, depois, realizar um plebiscito para definir o nome da cidade.

## História
Por volta do ano 1000, a região atualmente ocupada pelo município foi invadida por povos tupis procedentes da Amazônia, os quais expulsaram os seus antigos habitantes, os tapuias, para o interior. No século XVI, quando chegaram os primeiros europeus à região, a mesma era habitada pelo povo tupi dos tupinambás. Em 1552, Garcia d Ávila recebeu, de Tomé de Sousa, lotes de terra no litoral baiano. Ali, foi instalada, com apoio da família d'Ávila, proprietária da Casa da Torre, uma missão jesuíta, a qual deu origem, em 1758, à freguesia de Santo Amaro de Ipitanga.[carece de fontes?]
A região era habitada por indígenas no Morro dos Pirambás. Por situar-se numa zona próxima ao mar, o que favorecia o escoamento da produção agrícola, vieram os engenhos de açúcar e, com eles, os escravos africanos, que influenciaram fortemente a cultura local.[carece de fontes?] Ainda hoje, se podem encontrar descendentes de famílias escravas, guardiãs dos costumes africanos e praticantes do candomblé.[carece de fontes?]
No século XVII, a história da cidade foi marcada por um surto de cólera que dizimou parcela considerável da população, e pela construção da matriz de Santo Amaro de Ipitanga, erguida na parte mais alta da cidade. A matriz se constituiu na construção mais representativa desse período colonial no Brasil.[carece de fontes?]
Originalmente, Lauro de Freitas pertencia a Salvador, até que, em 1880, passou a ser distrito de Montenegro, atual Camaçari. Em 1932, retornou a Salvador, até que, em 31 de julho de 1962, foi transformado em município. Onze anos depois, passou a integrar a Região Metropolitana de Salvador.

### Período recente
A gestão do prefeito Márcio Araponga obteve 92% de rejeição em pesquisa realizada em 2015. Nesse período, houve fechamento de onze escolas, fechamento da Clinica do idoso inaugurada em 2014, fechamento da única maternidade do município, funcionamento da Unidade de Saúde Avançada (Usa) do Serviço de Atendimento Móvel de Urgência (Samu) sem médicos (os quais estavam contratados sem concurso público por oito anos e foram demitidos em outubro de 2016) e tentativa de privatização dos estacionamentos públicos municipais (zona azul). O vice-prefeito anunciou em 21 de julho de 2016 rompimento com o então parceiro de chapa, passando a ser oposição. Também foram relatados fechamento de 4 unidades de saúde. Nas eleições municipais de 2016, o candidato da situação foi Mateus Reis (PSDB) e a maior votação foi recebida pela ex-prefeita Moema Gramacho (PT) que venceu o pleito com 52,32% dos votos válidos. Em Novembro de 2016, o prefeito fechou o departamento de Defesa Civil, deixando a população descoberta. fortes chuvas ocorridas após o fechamento da defesa civil deixaram a população em pânico. Devido a forte rejeição pela população e pelo próprio partido o  prefeito anunciou que trocará de legenda. Em 1 de Janeiro de 2017 o agora ex-prefeito Márcio Araponga, transmite o cargo a Moema Gramacho.
Em 2020, a prefeitura da cidade passou a funcionar no Centro Administrativo de Lauro de Freitas (CALF), um complexo de edifícios construídos para abrigar as principais secretarias dos município.

## Subdivisões

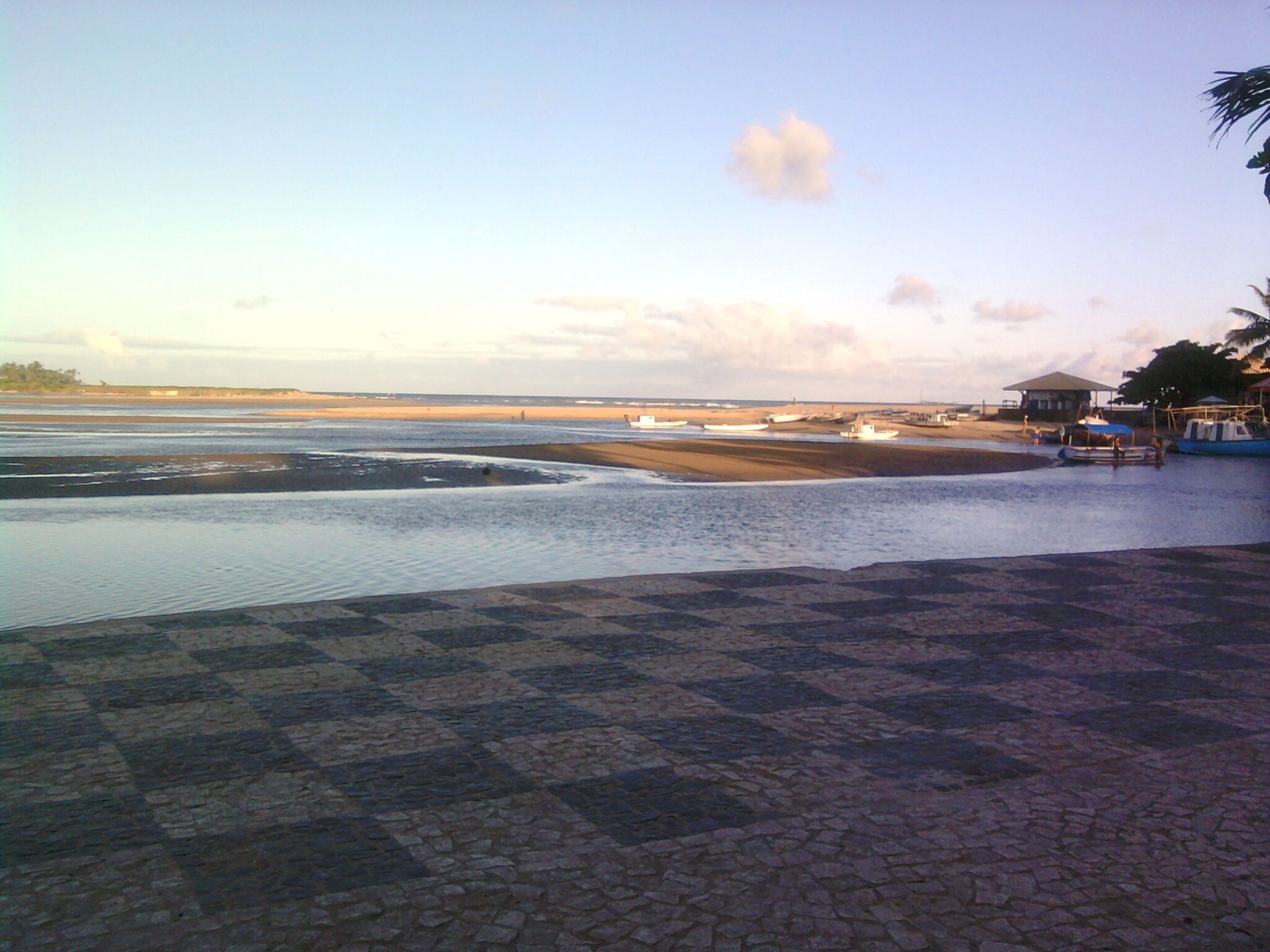
Praia de Buraquinho, no bairro homônimo.

Lauro de Freitas tem, como distrito único, a sede. Após nova base cartográfica que tira o município da situação de ter um único Código de Endereçamento Postal (CEP), foi dividida em 19 bairros: Ipitanga, Vila Praiana, Vilas do Atlântico, Aracuí, Pitangueiras, Buraquinho, Centro, Recreio Ipitanga, Itinga, Portão, Caixa d'Água, Caji, Vida Nova, Quingoma, Parque São Paulo, Capelão, Areia Branca, Jambeiro e Barro Duro.

## Economia

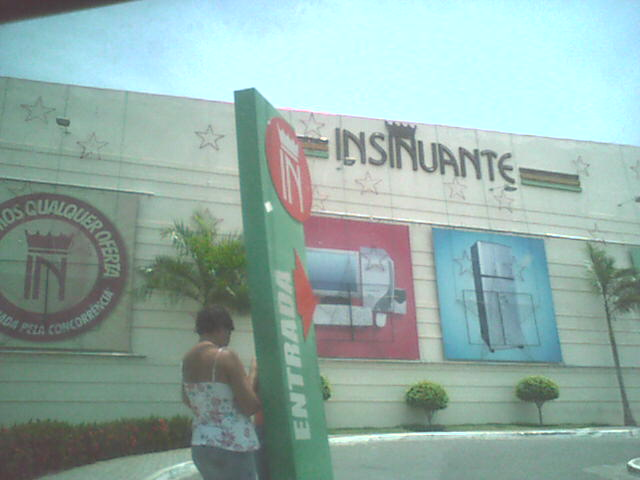
Em 2006, a então Loja Insinuante da Estrada do Coco e centro de distribuição da Máquina de Vendas.

Lauro de Freitas teve um produto interno bruto (PIB) de mais de seis bilhões de reais no ano de 2018. É considerado um dos municípios mais industrializados da Bahia; possui uma fábrica da Lenoxx.

## Cultura

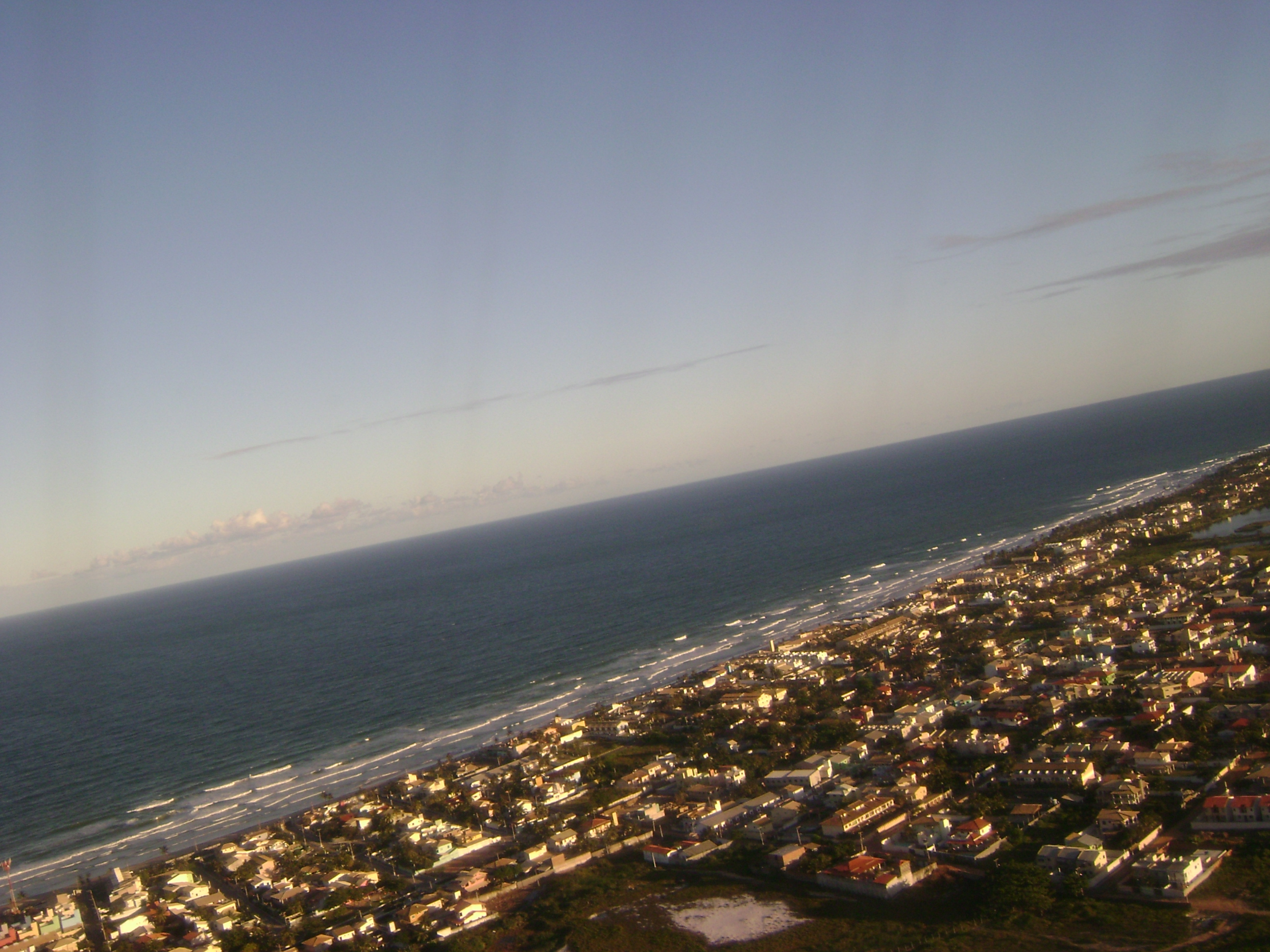
A cidade vista da janela do avião

Foi o primeiro município brasileiro a criar uma secretaria de políticas para mulheres para atuar no combate as desigualdades entre os sexos e a implantar um departamento de políticas públicas para promover a igualdade racial.

### Festival Nacional Ipitanga de Teatro
O Festival Nacional Ipitanga de Teatro em Lauro de Freitas, é um evento produzido pela Sociedade Cultural Távola, e patrocinado pelo Fundo Municipal de Cultura da Prefeitura do município, sendo um dos mais importantes do estado e com a participação de mais de 100 espetáculos provenientes de vários estados brasileiros além da Bahia, como Sergipe, Pernambuco, Ceará, Rio Grande do Norte, Amazonas, Minas Gerais, Goiás, Brasília, Rio de Janeiro, São Paulo, Paraná, Santa Catarina e Rio Grande do Sul.